# Pyrota invita
Pyrota invita là một loài bọ cánh cứng trong họ Meloidae. Loài này được Horn miêu tả khoa học năm 1885.